# 閔廷甲
閔廷甲（16世紀—1616年），號翼墟，湖廣黃州府蘄水縣人，明朝政治人物。

## 生平
閔廷甲是萬曆十年（1582年）壬午科湖廣鄉試第五十八名舉人，十七年（1589年）己丑科進士，刑部觀政，十八年二月獲授常州府推官，以敏練著名。他曾說：「最初我曾錯誤斷案，至今後悔不已，自此以後我總會認為最好判決人民無罪。」二十三年陞為吏部主事，二十五年調文选司，當時朝廷大臣因勸諫立儲忤逆明神宗，戶科左給事中孟養浩被杖打，他因和孟養浩友好連坐，二十六年被調用南京。丁憂歸，二十八年補南京工部主事，本年管节慎库，三十年改為南京吏部主事，升文選司郎中。三十五年四月補為南京吏部驗封司郎中，三十八年升南京尚寶司少卿。
萬曆四十年（1612年）二月，閔廷甲陞為通政使司右參議，四十二年升右通政，四十三年（1615年）六月再陞為左通政，一直飲食清淡，以品行端正聞名，四十四（1616年）卒，祀鄉賢祠。

## 家族
曾祖閔伯濡。祖父閔紹訓。父閔翔，封文林郎常州府推官。

## 引用
1. 1 2  光緒《蘄水縣志·卷十·人物志》：閔廷甲，字翼墟，萬厯己丑進士，常州府推官。以敏練稱，嘗自言：「始至時誤斷一獄，至今悔不能已，自茲以往或可告無罪於民矣。」擢吏部郎中，時廷臣諍諫建儲事忤旨，戶諫孟養浩被杖，廷甲坐與養浩善，左遷南工部，屈二十年陟通政司，布衣疏食以清白聞，從祀鄉賢。 參《江南名宦志》
2. ↑  光緒《蘄水縣志·卷七·選舉志》：（萬曆）十年壬午（舉人）……閔廷甲 治《易》，五十八名，進士
3. ↑  《萬曆十七年己丑科進士履歷》：閔廷甲，冀虚，易三房，己未十一月初六日生。蕲水县人，壬午鄉試，三甲一百六十六名。刑部政，庚寅二月授直隶常州府推官，乙未升吏部主事，丁酉調文选，养病，戊戌調南京用，丁憂，庚子補南工部主事，本年管节慎库，壬寅升南吏部主事，丁未補南京吏部郎中，庚戌升南尚寶司少卿，壬子升通政司右参议，本年升左参议，甲寅升右通政，乙卯升左通政，丙辰卒。
4. ↑  《明神宗顯皇帝實錄·卷四百三十二》：（萬曆三十五年四月癸卯）以前南京文選郎中閔廷甲補南京驗封郎中。
5. ↑  《明神宗顯皇帝實錄·卷四百九十二》：（萬曆四十年二月丁卯）吏部推南京尚寶司卿閔廷甲陞通政使司右參議。
6. ↑  《明神宗顯皇帝實錄·卷五百三十三》：（萬曆四十三年六月戊子）陞閔廷甲為左通政、章嘉禎為右通政、劉汝康為南京太僕寺卿、陳鳴春為陝西苑馬寺卿。